# 折子戲
折子戲是指戏曲中的一段戲，又稱折戲、散齣、散劇、集戲等，多是戏曲中的精彩片斷，可說是全剧的灵魂所在。
晚明萬曆年間在宴席有“插一齣”的习俗。崇祯十二年（1639年）十月十四日祁彪佳在權德舆家，“德舆尽出家乐合作《浣纱》之《采莲》剧而别”。折子戲有獨立體系，可完全反映出整部大戲的完整情節。例如《白蛇傳》中的〈盜草〉、〈斷橋〉最著名的兩段，《雷峰塔》則是〈盜草〉、〈鬥草〉、〈斷橋〉三折的結合。《游園驚夢》是昆曲《牡丹亭》最著名的《遊園》與《驚夢》兩摺。《玉堂春》中的《蘇三起解》也是著名的折子戲。《琵琶记》有《剪发》、《贤遘》、《馆逢》、《扫松》四個折子戲。
折子戏要成为独立演出的单元，须有漫長的演化過程。蛇妖故事最早記載於《太平廣記》中所收錄之《白蛇记》、《李黄》。白蛇故事在南宋时有《西湖三塔記》，見於明洪楩刊印的《清平山堂話本》，是講白蛇傳故事雛形的最早版本，裡面講到白蛇精、烏雞精、水獺精利用人的慾望，专取活人的心肝下酒；晚明，冯梦龙编的短篇小说集《警世通言》中收录了《白娘子永镇雷峰塔》。一直到乾隆年間才演化出黃圖珌刻本《雷峰塔傳奇》问世，共二卷卅二齣，“方脫稿，伶人即堅請以搬演之”。乾隆三十六年（1771年），方成培再改定为三十四本，其中的〈盜草〉、〈鬥草〉、〈斷橋〉三折又脫穎而出，成為最著名的折戲。